# Sonsoral

Sonsorals lokala flagga.

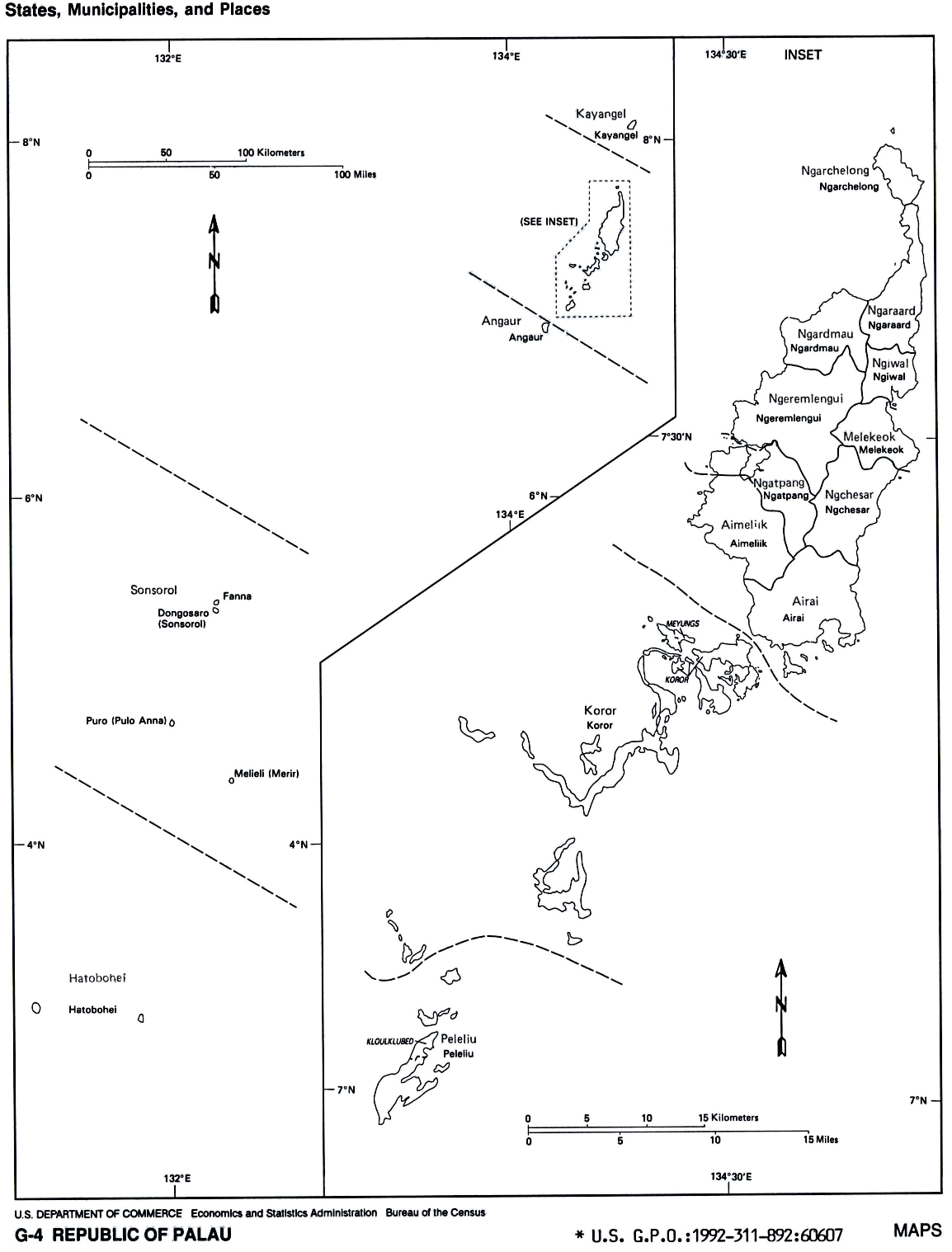
Karta over Palaus delstater.

Sonsoral eller Sonsoralöarna (även Sonsorol och Dongosaro) är en ögrupp och delstat i Palau i västra Stilla havet.  Sett till yta och befolkning är det Palaus tredje minsta delstat, efter Hatohobei och Kayangel.

## Geografi
Sonsoral (Sonsoral-Island) är namnet på själva ön vilken ligger cirka 300 km sydväst om Babeldaob. Geografiskt ligger ön bland Karolinerna i Mikronesien och utgör tillsammans med Hatohobeiöarna de Sydvästra Öarna i Palau. De geografiska koordinaterna är 05°19′ N och 132°13′ Ö. Ön har en areal på cirka 1,36 km².
Sonsoralöarna (Sonsoral-Islands) är ögruppen med huvudön Sonsoral och
- Fana, cirka 0,54 km², obebodd

Sonsoral-State är delstaten som består Sonsoralöarna och
- Pulo Anna, cirka 0,50 km², cirka 10 invånare, huvudort Puro.
- Merir, cirka 0,90 km², cirka 5 invånare, huvudort Melieli.

Öarna är låga korallöar och har en sammanlagd areal om cirka 3,30 km².
Befolkningen i Sonsoral-state uppgår till cirka 39 invånare. Huvudorten Dongosaro ligger på huvudöns västra del.
Öarna kan endast nås med fartyg då de saknar flygplats.